# Campeonato Europeu de Patinação Artística no Gelo
O Campeonato Europeu de Patinação Artística no Gelo é uma competição anual de patinação artística no gelo que disputam pelo "título europeu". A competição é sancionada pela União Internacional de Patinagem (ISU), é a das quatro competições União Internacional de Patinagem (Campeonato Mundial, Campeonato dos Quatro Continentes, e Campeonato Mundial Júnior a mais antiga sendo disputada desde 1891. Os patinadores competem em quatro eventos, individual masculino, individual feminino, pares e dança no gelo.

## Edições
| Ano          | Edição                                         | Cidade sede                                    | País                                           | Sênior                                         | Sênior                                         | Sênior                                         | Sênior                                         |
| Ano          | Edição                                         | Cidade sede                                    | País                                           | M                                              | F                                              | P                                              | D                                              |
| ------------ | ---------------------------------------------- | ---------------------------------------------- | ---------------------------------------------- | ---------------------------------------------- | ---------------------------------------------- | ---------------------------------------------- | ---------------------------------------------- |
| 1891         | 1.ª                                            | Hamburgo                                       | Alemanha                                       | •                                              | –                                              | –                                              | –                                              |
| 1892         | 2.ª                                            | Viena                                          | Áustria                                        | •                                              | –                                              | –                                              | –                                              |
| 1893         | 3.ª                                            | Berlim                                         | Alemanha                                       | •                                              | –                                              | –                                              | –                                              |
| 1894         | 4.ª                                            | Viena                                          | Áustria                                        | •                                              | –                                              | –                                              | –                                              |
| 1895         | 5.ª                                            | Budapeste                                      | Hungria                                        | •                                              | –                                              | –                                              | –                                              |
| 1896– 1897   | Cancelado por falta de gelo                    | Cancelado por falta de gelo                    | Cancelado por falta de gelo                    | Cancelado por falta de gelo                    | Cancelado por falta de gelo                    | Cancelado por falta de gelo                    | Cancelado por falta de gelo                    |
| 1898         | 6.ª                                            | Trondheim                                      | Noruega                                        | •                                              | –                                              | –                                              | –                                              |
| 1899         | 7.ª                                            | Davos                                          | Suíça                                          | •                                              | –                                              | –                                              | –                                              |
| 1900         | 8.ª                                            | Berlim                                         | Alemanha                                       | •                                              | –                                              | –                                              | –                                              |
| 1901         | 9.ª                                            | Viena                                          | Áustria                                        | •                                              | –                                              | –                                              | –                                              |
| 1902– 1903   | Cancelado por falta de gelo                    | Cancelado por falta de gelo                    | Cancelado por falta de gelo                    | Cancelado por falta de gelo                    | Cancelado por falta de gelo                    | Cancelado por falta de gelo                    | Cancelado por falta de gelo                    |
| 1904         | 10.ª                                           | Davos                                          | Suíça                                          | •                                              | –                                              | –                                              | –                                              |
| 1905         | 11.ª                                           | Bonn                                           | Alemanha                                       | •                                              | –                                              | –                                              | –                                              |
| 1906         | 12.ª                                           | Davos                                          | Suíça                                          | •                                              | –                                              | –                                              | –                                              |
| 1907         | 13.ª                                           | Berlim                                         | Alemanha                                       | •                                              | –                                              | –                                              | –                                              |
| 1908         | 14.ª                                           | Varsóvia                                       | Rússia                                         | •                                              | –                                              | –                                              | –                                              |
| 1909         | 15.ª                                           | Budapeste                                      | Hungria                                        | •                                              | –                                              | –                                              | –                                              |
| 1910         | 16.ª                                           | Berlim                                         | Alemanha                                       | •                                              | –                                              | –                                              | –                                              |
| 1911         | 17.ª                                           | São Petersburgo                                | Rússia                                         | •                                              | –                                              | –                                              | –                                              |
| 1912         | 18.ª                                           | Estocolmo                                      | Suécia                                         | •                                              | –                                              | –                                              | –                                              |
| 1913         | 19.ª                                           | Oslo                                           | Noruega                                        | •                                              | –                                              | –                                              | –                                              |
| 1914         | 20.ª                                           | Viena                                          | Áustria                                        | •                                              | –                                              | –                                              | –                                              |
| 1915– 1921   | Não disputada devido a Primeira Guerra Mundial | Não disputada devido a Primeira Guerra Mundial | Não disputada devido a Primeira Guerra Mundial | Não disputada devido a Primeira Guerra Mundial | Não disputada devido a Primeira Guerra Mundial | Não disputada devido a Primeira Guerra Mundial | Não disputada devido a Primeira Guerra Mundial |
| 1922         | 21.ª                                           | Davos                                          | Suíça                                          | •                                              | –                                              | –                                              | –                                              |
| 1923         | 22.ª                                           | Oslo                                           | Noruega                                        | •                                              | –                                              | –                                              | –                                              |
| 1924         | 23.ª                                           | Davos                                          | Suíça                                          | •                                              | –                                              | –                                              | –                                              |
| 1925         | 24.ª                                           | Triberg                                        | Alemanha                                       | •                                              | –                                              | –                                              | –                                              |
| 1926         | 25.ª                                           | Davos                                          | Suíça                                          | •                                              | –                                              | –                                              | –                                              |
| 1927         | 26.ª                                           | Viena                                          | Áustria                                        | •                                              | –                                              | –                                              | –                                              |
| 1928         | 27.ª                                           | Troppau                                        | Tchecoslováquia                                | •                                              | –                                              | –                                              | –                                              |
| 1929         | 28.ª                                           | Davos                                          | Suíça                                          | •                                              | •                                              | •                                              | –                                              |
| 1930         | 29.ª                                           | Berlim                                         | Alemanha                                       | •                                              | –                                              | –                                              | –                                              |
| 1930         | 29.ª                                           | Viena                                          | Áustria                                        | –                                              | •                                              | •                                              | –                                              |
| 1931         | 30.ª                                           | Viena                                          | Áustria                                        | •                                              | –                                              | –                                              | –                                              |
| 1931         | 30.ª                                           | St. Moritz                                     | Suíça                                          | –                                              | •                                              | •                                              | –                                              |
| 1932         | 31.ª                                           | Paris                                          | França                                         | •                                              | •                                              | •                                              | –                                              |
| 1933         | 32.ª                                           | London                                         | Reino Unido                                    | •                                              | •                                              | •                                              | –                                              |
| 1934         | 33.ª                                           | Seefeld                                        | Áustria                                        | •                                              | –                                              | –                                              | –                                              |
| 1934         | 33.ª                                           | Praga                                          | Tchecoslováquia                                | –                                              | •                                              | •                                              | –                                              |
| 1935         | 34.ª                                           | St. Moritz                                     | Suíça                                          | •                                              | •                                              | •                                              | –                                              |
| 1936         | 35.ª                                           | Berlim                                         | Alemanha                                       | •                                              | •                                              | •                                              | –                                              |
| 1937         | 36.ª                                           | Praga                                          | Tchecoslováquia                                | •                                              | •                                              | •                                              | –                                              |
| 1938         | 37.ª                                           | St. Moritz                                     | Suíça                                          | •                                              | •                                              | –                                              | –                                              |
| 1938         | 37.ª                                           | Opava                                          | Tchecoslováquia                                | –                                              | –                                              | •                                              | –                                              |
| 1939         | 38.ª                                           | Davos                                          | Suíça                                          | •                                              | –                                              | –                                              | –                                              |
| 1939         | 38.ª                                           | Londres                                        | Reino Unido                                    | –                                              | •                                              | –                                              | –                                              |
| 1939         | 38.ª                                           | Zakopane                                       | Polônia                                        | –                                              | –                                              | •                                              | –                                              |
| 1940– 1946   | Não disputada devido a Segunda Guerra Mundial  | Não disputada devido a Segunda Guerra Mundial  | Não disputada devido a Segunda Guerra Mundial  | Não disputada devido a Segunda Guerra Mundial  | Não disputada devido a Segunda Guerra Mundial  | Não disputada devido a Segunda Guerra Mundial  | Não disputada devido a Segunda Guerra Mundial  |
| 1947         | 39.ª                                           | Davos                                          | Suíça                                          | •                                              | •                                              | •                                              | –                                              |
| 1948         | 40.ª                                           | Praga                                          | Tchecoslováquia                                | •                                              | •                                              | •                                              | –                                              |
| 1949         | 41.ª                                           | Milão                                          | Itália                                         | •                                              | •                                              | •                                              | –                                              |
| 1950         | 42.ª                                           | Oslo                                           | Noruega                                        | •                                              | •                                              | •                                              | –                                              |
| 1951         | 43.ª                                           | Zurique                                        | Suíça                                          | •                                              | •                                              | •                                              | –                                              |
| 1952         | 44.ª                                           | Viena                                          | Áustria                                        | •                                              | •                                              | •                                              | –                                              |
| 1953         | 45.ª                                           | Dortmund                                       | Alemanha Ocidental                             | •                                              | •                                              | •                                              | –                                              |
| 1954         | 46.ª                                           | Bolzano                                        | Itália                                         | •                                              | •                                              | •                                              | •                                              |
| 1955         | 47.ª                                           | Budapeste                                      | Hungria                                        | •                                              | •                                              | •                                              | •                                              |
| 1956         | 48.ª                                           | Paris                                          | França                                         | •                                              | •                                              | •                                              | •                                              |
| 1957         | 49.ª                                           | Viena                                          | Áustria                                        | •                                              | •                                              | •                                              | •                                              |
| 1958         | 50.ª                                           | Bratislava                                     | Tchecoslováquia                                | •                                              | •                                              | •                                              | •                                              |
| 1959         | 51.ª                                           | Davos                                          | Suíça                                          | •                                              | •                                              | •                                              | •                                              |
| 1960         | 52.ª                                           | G-Partenkirchen                                | Alemanha Ocidental                             | •                                              | •                                              | •                                              | •                                              |
| 1961         | 53.ª                                           | Berlim                                         | Alemanha Oriental                              | •                                              | •                                              | •                                              | •                                              |
| 1962         | 54.ª                                           | Genebra                                        | Suíça                                          | •                                              | •                                              | •                                              | •                                              |
| 1963         | 55.ª                                           | Budapeste                                      | Hungria                                        | •                                              | •                                              | •                                              | •                                              |
| 1964         | 56.ª                                           | Grenoble                                       | França                                         | •                                              | •                                              | •                                              | •                                              |
| 1965         | 57.ª                                           | Moscou                                         | União Soviética                                | •                                              | •                                              | •                                              | •                                              |
| 1966         | 58.ª                                           | Bratislava                                     | Tchecoslováquia                                | •                                              | •                                              | •                                              | •                                              |
| 1967         | 59.ª                                           | Liubliana                                      | União Soviética                                | •                                              | •                                              | •                                              | •                                              |
| 1968         | 60.ª                                           | Västerås                                       | Suécia                                         | •                                              | •                                              | •                                              | •                                              |
| 1969         | 61.ª                                           | G-Partenkirchen                                | Alemanha Ocidental                             | •                                              | •                                              | •                                              | •                                              |
| 1970         | 62.ª                                           | Leningrad                                      | União Soviética                                | •                                              | •                                              | •                                              | •                                              |
| 1971         | 63.ª                                           | Zurique                                        | Suíça                                          | •                                              | •                                              | •                                              | •                                              |
| 1972         | 64.ª                                           | Gotemburgo                                     | Suécia                                         | •                                              | •                                              | •                                              | •                                              |
| 1973         | 65.ª                                           | Cologne                                        | Alemanha Ocidental                             | •                                              | •                                              | •                                              | •                                              |
| 1974         | 66.ª                                           | Zagreb                                         | União Soviética                                | •                                              | •                                              | •                                              | •                                              |
| 1975         | 67.ª                                           | Copenhague                                     | Dinamarca                                      | •                                              | •                                              | •                                              | •                                              |
| 1976         | 68.ª                                           | Genebra                                        | Suíça                                          | •                                              | •                                              | •                                              | •                                              |
| 1977         | 69.ª                                           | Helsinque                                      | Finlândia                                      | •                                              | •                                              | •                                              | •                                              |
| 1978         | 70.ª                                           | Estrasburgo                                    | França                                         | •                                              | •                                              | •                                              | •                                              |
| 1979         | 71.ª                                           | Zagreb                                         | União Soviética                                | •                                              | •                                              | •                                              | •                                              |
| 1980         | 72.ª                                           | Gotemburgo                                     | Suécia                                         | •                                              | •                                              | •                                              | •                                              |
| 1981         | 73.ª                                           | Innsbruck                                      | Áustria                                        | •                                              | •                                              | •                                              | •                                              |
| 1982         | 74.ª                                           | Lyon                                           | França                                         | •                                              | •                                              | •                                              | •                                              |
| 1983         | 75.ª                                           | Dortmund                                       | Alemanha Ocidental                             | •                                              | •                                              | •                                              | •                                              |
| 1984         | 76.ª                                           | Budapeste                                      | Hungria                                        | •                                              | •                                              | •                                              | •                                              |
| 1985         | 77.ª                                           | Gotemburgo                                     | Suécia                                         | •                                              | •                                              | •                                              | •                                              |
| 1986         | 78.ª                                           | Copenhague                                     | Dinamarca                                      | •                                              | •                                              | •                                              | •                                              |
| 1987         | 79.ª                                           | Sarajevo                                       | União Soviética                                | •                                              | •                                              | •                                              | •                                              |
| 1988         | 80.ª                                           | Praga                                          | Tchecoslováquia                                | •                                              | •                                              | •                                              | •                                              |
| 1989         | 81.ª                                           | Birmingham                                     | Reino Unido                                    | •                                              | •                                              | •                                              | •                                              |
| 1990         | 82.ª                                           | Leningrado                                     | União Soviética                                | •                                              | •                                              | •                                              | •                                              |
| 1991         | 83.ª                                           | Sófia                                          | Bulgária                                       | •                                              | •                                              | •                                              | •                                              |
| 1992         | 84.ª                                           | Lausana                                        | Suíça                                          | •                                              | •                                              | •                                              | •                                              |
| 1993         | 85.ª                                           | Helsinque                                      | Finlândia                                      | •                                              | •                                              | •                                              | •                                              |
| 1994         | 86.ª                                           | Copenhague                                     | Dinamarca                                      | •                                              | •                                              | •                                              | •                                              |
| 1995         | 87.ª                                           | Dortmund                                       | Alemanha                                       | •                                              | •                                              | •                                              | •                                              |
| 1996         | 88.ª                                           | Sófia                                          | Bulgária                                       | •                                              | •                                              | •                                              | •                                              |
| 1997         | 89.ª                                           | Paris                                          | França                                         | •                                              | •                                              | •                                              | •                                              |
| 1998         | 90.ª                                           | Milão                                          | Itália                                         | •                                              | •                                              | •                                              | •                                              |
| 1999         | 91.ª                                           | Praga                                          | República Tcheca                               | •                                              | •                                              | •                                              | •                                              |
| 2000         | 92.ª                                           | Viena                                          | Áustria                                        | •                                              | •                                              | •                                              | •                                              |
| 2001         | 93.ª                                           | Bratislava                                     | Eslováquia                                     | •                                              | •                                              | •                                              | •                                              |
| 2002         | 94.ª                                           | Lausana                                        | Suíça                                          | •                                              | •                                              | •                                              | •                                              |
| 2003         | 95.ª                                           | Malmö                                          | Suécia                                         | •                                              | •                                              | •                                              | •                                              |
| 2004         | 96.ª                                           | Budapeste                                      | Hungria                                        | •                                              | •                                              | •                                              | •                                              |
| 2005         | 97.ª                                           | Turim                                          | Itália                                         | •                                              | •                                              | •                                              | •                                              |
| 2006         | 98.ª                                           | Lyon                                           | França                                         | •                                              | •                                              | •                                              | •                                              |
| 2007         | 99.ª                                           | Varsóvia                                       | Polônia                                        | •                                              | •                                              | •                                              | •                                              |
| 2008         | 100.ª                                          | Zagreb                                         | Croácia                                        | •                                              | •                                              | •                                              | •                                              |
| 2009         | 101.ª                                          | Helsinque                                      | Finlândia                                      | •                                              | •                                              | •                                              | •                                              |
| 2010         | 102.ª                                          | Tallinn                                        | Estônia                                        | •                                              | •                                              | •                                              | •                                              |
| 2011         | 103.ª                                          | Berna                                          | Suíça                                          | •                                              | •                                              | •                                              | •                                              |
| 2012         | 104.ª                                          | Sheffield                                      | Reino Unido                                    | •                                              | •                                              | •                                              | •                                              |
| 2013         | 105.ª                                          | Zagreb                                         | Croácia                                        | •                                              | •                                              | •                                              | •                                              |
| 2014         | 106.ª                                          | Budapeste                                      | Hungria                                        | •                                              | •                                              | •                                              | •                                              |
| 2015         | 107.ª                                          | Estocolmo                                      | Suécia                                         | •                                              | •                                              | •                                              | •                                              |
| 2016         | 108.ª                                          | Bratislava                                     | Eslováquia                                     | •                                              | •                                              | •                                              | •                                              |
| 2017         | 109.ª                                          | Ostrava                                        | República Tcheca                               | •                                              | •                                              | •                                              | •                                              |
| 2018         | 110.ª                                          | Moscou                                         | Rússia                                         | •                                              | •                                              | •                                              | •                                              |
| 2019         | 111.ª                                          | Minsk                                          | Bielorrússia                                   | •                                              | •                                              | •                                              | •                                              |
| Referências: |                                                |                                                |                                                |                                                |                                                |                                                |                                                |

## Lista de medalhistas

### Individual masculino
| Evento                                 | Ouro                                                 | Prata                                                | Bronze                                               |
| Hamburgo 1891 (detalhes)               | Oskar Uhlig · Alemanha                               | Anon Schmitson · Alemanha                            | Franz Zilly · Alemanha                               |
| Viena 1892 (detalhes)                  | Eduard Engelmann · Áustria                           | Tibor von Földváry · Hungria                         | Georg Zachariades · Áustria                          |
| Berlim 1893 (detalhes)                 | Eduard Engelmann · Áustria                           | Henning Grenander · Suécia                           | Georg Zachariades · Áustria                          |
| Viena 1894 (detalhes)                  | Eduard Engelmann · Áustria                           | Gustav Hügel · Áustria                               | Tibor von Földváry · Hungria                         |
| Budapeste 1895 (detalhes)              | Tibor von Földváry · Hungria                         | Gustav Hügel · Áustria                               | Gilbert Fuchs · Alemanha                             |
| 1896—1897                              | Cancelado por falta de gelo                          | Cancelado por falta de gelo                          | Cancelado por falta de gelo                          |
| Trondheim 1898 (detalhes)              | Ulrich Salchow · Suécia                              | Johan Lefstad · Noruega                              | Oscar Holthe · Noruega                               |
| Davos 1899 (detalhes)                  | Ulrich Salchow · Suécia                              | Gustav Hügel · Áustria                               | Ernst Fellner · Áustria                              |
| Berlim 1900 (detalhes)                 | Ulrich Salchow · Suécia                              | Gustav Hügel · Áustria                               | Oscar Holthe · Noruega                               |
| Viena 1901 (detalhes)                  | Gustav Hügel · Áustria                               | Gilbert Fuchs · Alemanha                             | Ulrich Salchow · Suécia                              |
| Amsterdã 1902 Amsterdã 1903            | Cancelado por falta de gelo                          | Cancelado por falta de gelo                          | Cancelado por falta de gelo                          |
| Davos 1904 (detalhes)                  | Ulrich Salchow · Suécia                              | Max Bohatsch · Áustria                               | Nicolai Panin · Rússia                               |
| Bonn 1905 (detalhes)                   | Max Bohatsch · Áustria                               | Heinrich Burger · Alemanha                           | Karl Zenger · Alemanha                               |
| Davos 1906 (detalhes)                  | Ulrich Salchow · Suécia                              | Ernst Herz · Áustria                                 | Per Thorén · Suécia                                  |
| Berlim 1907 (detalhes)                 | Ulrich Salchow · Suécia                              | Gilbert Fuchs · Alemanha                             | Ernst Herz · Áustria                                 |
| Varsóvia 1908 (detalhes)               | Ernst Herz · Áustria                                 | Nicolai Panin · Rússia                               | Stefan Przedrzymirski · Áustria                      |
| Budapeste 1909 (detalhes)              | Ulrich Salchow · Suécia                              | Gilbert Fuchs · Alemanha                             | Per Thorén · Suécia                                  |
| Berlim 1910 (detalhes)                 | Ulrich Salchow · Suécia                              | Werner Rittberger · Alemanha                         | Per Thorén · Suécia                                  |
| São Petersburgo 1911 (detalhes)        | Per Thorén · Suécia                                  | Karl Ollow · Rússia                                  | Werner Rittberger · Alemanha                         |
| Estocolmo 1912 (detalhes)              | Gösta Sandahl · Suécia                               | Ivan Malinin · Rússia                                | Martin Stixrud · Noruega                             |
| Oslo 1913 (detalhes)                   | Ulrich Salchow · Suécia                              | Andor Szende · Hungria                               | Willy Böckl · Áustria                                |
| Viena 1914 (detalhes)                  | Fritz Kachler · Áustria                              | Andreas Krogh · Noruega                              | Willy Böckl · Áustria                                |
| 1915—1921                              | Cancelada disputada devido a Primeira Guerra Mundial | Cancelada disputada devido a Primeira Guerra Mundial | Cancelada disputada devido a Primeira Guerra Mundial |
| Davos 1922 (detalhes)                  | Willy Böckl · Áustria                                | Fritz Kachler · Áustria                              | Ernst Oppacher · Áustria                             |
| Oslo 1923 (detalhes)                   | Willy Böckl · Áustria                                | Martin Stixrud · Noruega                             | Gunnar Jakobsson · Finlândia                         |
| Davos 1924 (detalhes)                  | Fritz Kachler · Áustria                              | Ludwig Wrede · Áustria                               | Werner Rittberger · Alemanha                         |
| Triberg 1925 (detalhes)                | Willy Böckl · Áustria                                | Werner Rittberger · Alemanha                         | Otto Preissecker · Áustria                           |
| Davos 1926 (detalhes)                  | Willy Böckl · Áustria                                | Otto Preissecker · Áustria                           | Georg Gautschi · Suíça                               |
| Viena 1927 (detalhes)                  | Willy Böckl · Áustria                                | Hugo Distler · Áustria                               | Karl Schäfer · Áustria                               |
| Opava 1928 (detalhes)                  | Willy Böckl · Áustria                                | Karl Schäfer · Áustria                               | Otto Preissecker · Áustria                           |
| Davos 1929 (detalhes)                  | Karl Schäfer · Áustria                               | Georg Gautschi · Suíça                               | Ludwig Wrede · Áustria                               |
| Viena 1930 (detalhes)                  | Karl Schäfer · Áustria                               | Otto Gold · Tchecoslováquia                          | Markus Nikkanen · Finlândia                          |
| St. Moritz 1931 (detalhes)             | Karl Schäfer · Áustria                               | Ernst Baier · Alemanha                               | Hugo Distler · Áustria                               |
| Paris 1932 (detalhes)                  | Karl Schäfer · Áustria                               | Ernst Baier · Alemanha                               | Erich Erdös · Áustria                                |
| Londres 1933 (detalhes)                | Karl Schäfer · Áustria                               | Ernst Baier · Alemanha                               | Erich Erdös · Áustria                                |
| Praga 1934 (detalhes)                  | Karl Schäfer · Áustria                               | Dénes Pataky · Hungria                               | Elemér Terták · Hungria                              |
| St. Moritz 1935 (detalhes)             | Karl Schäfer · Áustria                               | Felix Kaspar · Áustria                               | Ernst Baier · Alemanha                               |
| Berlim 1936 (detalhes)                 | Karl Schäfer · Áustria                               | Graham Sharp · Reino Unido                           | Ernst Baier · Alemanha                               |
| Praga 1937 (detalhes)                  | Felix Kaspar · Áustria                               | Graham Sharp · Reino Unido                           | Elemér Terták · Hungria                              |
| St. Moritz 1938 (detalhes)             | Felix Kaspar · Áustria                               | Graham Sharp · Reino Unido                           | Herbert Alward · Áustria                             |
| Londres 1939 (detalhes)                | Graham Sharp · Reino Unido                           | Frederick Tomlins · Reino Unido                      | Horst Faber · Alemanha                               |
| 1940—1946                              | Cancelada disputada devido a Segunda Guerra Mundial  | Cancelada disputada devido a Segunda Guerra Mundial  | Cancelada disputada devido a Segunda Guerra Mundial  |
| Davos 1947 (detalhes)                  | Hans Gerschwiler · Suíça                             | Vladislav Čáp · Tchecoslováquia                      | Fernand Leemans · Bélgica                            |
| Praga 1948 (detalhes)                  | Richard Button · Estados Unidos                      | Hans Gerschwiler · Suíça                             | Edi Rada · Áustria                                   |
| Milão 1949 (detalhes)                  | Edi Rada · Áustria                                   | Ede Király · Hungria                                 | Helmut Seibt · Áustria                               |
| Oslo 1950 (detalhes)                   | Ede Király · Hungria                                 | Helmut Seibt · Áustria                               | Carlo Fassi · Itália                                 |
| Zurique 1951 (detalhes)                | Helmut Seibt · Áustria                               | Horst Faber · Alemanha Ocidental                     | Carlo Fassi · Itália                                 |
| Viena 1952 (detalhes)                  | Helmut Seibt · Áustria                               | Carlo Fassi · Itália                                 | Michael Carrington · Reino Unido                     |
| Dortmund 1953 (detalhes)               | Carlo Fassi · Itália                                 | Alain Giletti · França                               | Freimut Stein · Alemanha Ocidental                   |
| Bolzano 1954 (detalhes)                | Carlo Fassi · Itália                                 | Alain Giletti · França                               | Karol Divín · Tchecoslováquia                        |
| Budapeste 1955 (detalhes)              | Alain Giletti · França                               | Michael Booker · Reino Unido                         | Karol Divín · Tchecoslováquia                        |
| Paris 1956 (detalhes)                  | Alain Giletti · França                               | Michael Booker · Reino Unido                         | Karol Divín · Tchecoslováquia                        |
| Viena 1957 (detalhes)                  | Alain Giletti · França                               | Karol Divín · Tchecoslováquia                        | Michael Booker · Reino Unido                         |
| Bratislava 1958 (detalhes)             | Karol Divín · Tchecoslováquia                        | Alain Giletti · França                               | Alain Calmat · França                                |
| Davos 1959 (detalhes)                  | Karol Divín · Tchecoslováquia                        | Alain Giletti · França                               | Norbert Felsinger · Áustria                          |
| Garmisch-Partenkirchen 1960 (detalhes) | Alain Giletti · França                               | Norbert Felsinger · Áustria                          | Manfred Schnelldorfer · Alemanha Ocidental           |
| Berlim Oriental 1961 (detalhes)        | Alain Giletti · França                               | Alain Calmat · França                                | Manfred Schnelldorfer · Alemanha Ocidental           |
| Genebra 1962 (detalhes)                | Alain Calmat · França                                | Karol Divín · Tchecoslováquia                        | Manfred Schnelldorfer · Alemanha Ocidental           |
| Budapeste 1963 (detalhes)              | Alain Calmat · França                                | Manfred Schnelldorfer · Alemanha Ocidental           | Emmerich Danzer · Áustria                            |
| Grenoble 1964 (detalhes)               | Alain Calmat · França                                | Manfred Schnelldorfer · Alemanha Ocidental           | Karol Divín · Tchecoslováquia                        |
| Moscou 1965 (detalhes)                 | Emmerich Danzer · Áustria                            | Alain Calmat · França                                | Peter Jonas · Áustria                                |
| Bratislava 1966 (detalhes)             | Emmerich Danzer · Áustria                            | Wolfgang Schwarz · Áustria                           | Ondrej Nepela · Tchecoslováquia                      |
| Liubliana 1967 (detalhes)              | Emmerich Danzer · Áustria                            | Wolfgang Schwarz · Áustria                           | Ondrej Nepela · Tchecoslováquia                      |
| Västerås 1968 (detalhes)               | Emmerich Danzer · Áustria                            | Wolfgang Schwarz · Áustria                           | Ondrej Nepela · Tchecoslováquia                      |
| Garmisch-Partenkirchen 1969 (detalhes) | Ondrej Nepela · Tchecoslováquia                      | Patrick Pera · França                                | Sergei Chetverukhin · União Soviética                |
| Leningrado 1970 (detalhes)             | Ondrej Nepela · Tchecoslováquia                      | Patrick Pera · França                                | Günter Zöller · Alemanha Oriental                    |
| Zurique 1971 (detalhes)                | Ondrej Nepela · Tchecoslováquia                      | Sergei Chetverukhin · União Soviética                | Haig Oundjian · Reino Unido                          |
| Gotemburgo 1972 (detalhes)             | Ondrej Nepela · Tchecoslováquia                      | Sergei Chetverukhin · União Soviética                | Patrick Pera · França                                |
| Colônia 1973 (detalhes)                | Ondrej Nepela · Tchecoslováquia                      | Sergei Chetverukhin · União Soviética                | Jan Hoffmann · Alemanha Oriental                     |
| Zagreb 1974 (detalhes)                 | Jan Hoffmann · Alemanha Oriental                     | Sergei Volkov · União Soviética                      | John Curry · Reino Unido                             |
| Copenhague 1975 (detalhes)             | Vladimir Kovalev · União Soviética                   | John Curry · Reino Unido                             | Yuri Ovchinnikov · União Soviética                   |
| Genebra 1976 (detalhes)                | John Curry · Reino Unido                             | Vladimir Kovalev · União Soviética                   | Jan Hoffmann · Alemanha Oriental                     |
| Helsinque 1977 (detalhes)              | Jan Hoffmann · Alemanha Oriental                     | Vladimir Kovalev · União Soviética                   | Robin Cousins · Reino Unido                          |
| Estrasburgo 1978 (detalhes)            | Jan Hoffmann · Alemanha Oriental                     | Vladimir Kovalev · União Soviética                   | Robin Cousins · Reino Unido                          |
| Zagreb 1979 (detalhes)                 | Jan Hoffmann · Alemanha Oriental                     | Vladimir Kovalev · União Soviética                   | Robin Cousins · Reino Unido                          |
| Gotemburgo 1980 (detalhes)             | Robin Cousins · Reino Unido                          | Jan Hoffmann · Alemanha Oriental                     | Vladimir Kovalev · União Soviética                   |
| Innsbruck 1981 (detalhes)              | Igor Bobrin · União Soviética                        | Jean-Christophe Simond · França                      | Norbert Schramm · Alemanha Ocidental                 |
| Lyon 1982 (detalhes)                   | Norbert Schramm · Alemanha Ocidental                 | Jean-Christophe Simond · França                      | Igor Bobrin · União Soviética                        |
| Dortmund 1983 (detalhes)               | Norbert Schramm · Alemanha Ocidental                 | Jozef Sabovčík · Tchecoslováquia                     | Alexander Fadeev · União Soviética                   |
| Budapeste 1984 (detalhes)              | Alexander Fadeev · União Soviética                   | Rudi Cerne · Alemanha Ocidental                      | Norbert Schramm · Alemanha Ocidental                 |
| Gotemburgo 1985 (detalhes)             | Jozef Sabovčík · Tchecoslováquia                     | Vladimir Kotin · União Soviética                     | Grzegorz Filipowski · Polónia                        |
| Copenhague 1986 (detalhes)             | Jozef Sabovčík · Tchecoslováquia                     | Vladimir Kotin · União Soviética                     | Alexander Fadeev · União Soviética                   |
| Sarajevo 1987 (detalhes)               | Alexander Fadeev · União Soviética                   | Vladimir Kotin · União Soviética                     | Viktor Petrenko · União Soviética                    |
| Praga 1988 (detalhes)                  | Alexander Fadeev · União Soviética                   | Vladimir Kotin · União Soviética                     | Viktor Petrenko · União Soviética                    |
| Birmingham 1989 (detalhes)             | Alexander Fadeev · União Soviética                   | Grzegorz Filipowski · Polónia                        | Petr Barna · Tchecoslováquia                         |
| Leningrado 1990 (detalhes)             | Viktor Petrenko · União Soviética                    | Petr Barna · Tchecoslováquia                         | Viacheslav Zagorodniuk · União Soviética             |
| Sofia 1991 (detalhes)                  | Viktor Petrenko · União Soviética                    | Petr Barna · Tchecoslováquia                         | Viacheslav Zagorodniuk · União Soviética             |
| Lausana 1992 (detalhes)                | Petr Barna · Tchecoslováquia                         | Viktor Petrenko · Ucrânia                            | Alexei Urmanov · Rússia                              |
| Helsinque 1993 (detalhes)              | Dmitri Dmitrenko · Ucrânia                           | Philippe Candeloro · França                          | Eric Millot · França                                 |
| Copenhague 1994 (detalhes)             | Viktor Petrenko · Ucrânia                            | Viacheslav Zagorodniuk · Ucrânia                     | Alexei Urmanov · Rússia                              |
| Dortmund 1995 (detalhes)               | Ilia Kulik · Rússia                                  | Alexei Urmanov · Rússia                              | Viacheslav Zagorodniuk · Ucrânia                     |
| Sofia 1996 (detalhes)                  | Viacheslav Zagorodniuk · Ucrânia                     | Igor Pashkevich · Rússia                             | Ilia Kulik · Rússia                                  |
| Paris 1997 (detalhes)                  | Alexei Urmanov · Rússia                              | Philippe Candeloro · França                          | Viacheslav Zagorodniuk · Ucrânia                     |
| Milão 1998 (detalhes)                  | Alexei Yagudin · Rússia                              | Evgeni Plushenko · Rússia                            | Alexander Abt · Rússia                               |
| Praga 1999 (detalhes)                  | Alexei Yagudin · Rússia                              | Evgeni Plushenko · Rússia                            | Alexei Urmanov · Rússia                              |
| Viena 2000 (detalhes)                  | Evgeni Plushenko · Rússia                            | Alexei Yagudin · Rússia                              | Dmitri Dmitrenko · Ucrânia                           |
| Bratislava 2001 (detalhes)             | Evgeni Plushenko · Rússia                            | Alexei Yagudin · Rússia                              | Stanick Jeannette · França                           |
| Lausana 2002 (detalhes)                | Alexei Yagudin · Rússia                              | Alexander Abt · Rússia                               | Brian Joubert · França                               |
| Malmö 2003 (detalhes)                  | Evgeni Plushenko · Rússia                            | Brian Joubert · França                               | Stanick Jeannette · França                           |
| Budapeste 2004 (detalhes)              | Brian Joubert · França                               | Evgeni Plushenko · Rússia                            | Ilia Klimkin · Rússia                                |
| Turim 2005 (detalhes)                  | Evgeni Plushenko · Rússia                            | Brian Joubert · França                               | Stefan Lindemann · Alemanha                          |
| Lyon 2006 (detalhes)                   | Evgeni Plushenko · Rússia                            | Stéphane Lambiel · Suíça                             | Brian Joubert · França                               |
| Varsóvia 2007 (detalhes)               | Brian Joubert · França                               | Tomáš Verner · República Tcheca                      | Kevin van der Perren · Bélgica                       |
| Zagreb 2008 (detalhes)                 | Tomáš Verner · República Tcheca                      | Stéphane Lambiel · Suíça                             | Brian Joubert · França                               |
| Helsinque 2009 (detalhes)              | Brian Joubert · França                               | Samuel Contesti · Itália                             | Kevin van der Perren · Bélgica                       |
| Tallinn 2010 (detalhes)                | Evgeni Plushenko · Rússia                            | Stéphane Lambiel · Suíça                             | Brian Joubert · França                               |
| Berna 2011 (detalhes)                  | Florent Amodio · França                              | Brian Joubert · França                               | Tomáš Verner · República Tcheca                      |
| Sheffield 2012 (detalhes)              | Evgeni Plushenko · Rússia                            | Artur Gachinski · Rússia                             | Florent Amodio · França                              |
| Zagreb 2013 (detalhes)                 | Javier Fernández · Espanha                           | Florent Amodio · França                              | Michal Březina · República Tcheca                    |
| Budapeste 2014 (detalhes)              | Javier Fernández · Espanha                           | Sergei Voronov · Rússia                              | Konstantin Menshov · Rússia                          |
| Estocolmo 2015 (detalhes)              | Javier Fernández · Espanha                           | Maxim Kovtun · Rússia                                | Sergei Voronov · Rússia                              |
| Bratislava 2016 (detalhes)             | Javier Fernández · Espanha                           | Oleksii Bychenko · Israel                            | Maxim Kovtun · Rússia                                |
| Ostrava 2017 (detalhes)                | Javier Fernández · Espanha                           | Maxim Kovtun · Rússia                                | Mikhail Kolyada · Rússia                             |
| Moscou 2018 (detalhes)                 | Javier Fernández · Espanha                           | Dmitri Aliev · Rússia                                | Mikhail Kolyada · Rússia                             |
| Minsk 2019 (detalhes)                  | Javier Fernández · Espanha                           | Alexander Samarin · Rússia                           | Matteo Rizzo · Itália                                |
| Referências:                           |                                                      |                                                      |                                                      |

### Individual feminino
| Evento                                 | Ouro                                                | Prata                                               | Bronze                                              |
| Viena 1930 (detalhes)                  | Fritzi Burger · Áustria                             | Ilse Hornung · Áustria                              | Vivi-Anne Hultén · Suécia                           |
| St. Moritz 1931 (detalhes)             | Sonja Henie · Noruega                               | Fritzi Burger · Áustria                             | Hilde Holovsky · Áustria                            |
| Paris 1932 (detalhes)                  | Sonja Henie · Noruega                               | Fritzi Burger · Áustria                             | Vivi-Anne Hultén · Suécia                           |
| Londres 1933 (detalhes)                | Sonja Henie · Noruega                               | Cecilia Colledge · Reino Unido                      | Fritzi Burger · Áustria                             |
| Praga 1934 (detalhes)                  | Sonja Henie · Noruega                               | Liselotte Landbeck · Áustria                        | Maribel Vinson · Estados Unidos                     |
| St. Moritz 1935 (detalhes)             | Sonja Henie · Noruega                               | Liselotte Landbeck · Áustria                        | Cecilia Colledge · Reino Unido                      |
| Berlim 1936 (detalhes)                 | Sonja Henie · Noruega                               | Cecilia Colledge · Reino Unido                      | Megan Taylor · Reino Unido                          |
| Praga 1937 (detalhes)                  | Cecilia Colledge · Reino Unido                      | Megan Taylor · Reino Unido                          | Emmy Putzinger · Áustria                            |
| St. Moritz 1938 (detalhes)             | Cecilia Colledge · Reino Unido                      | Megan Taylor · Reino Unido                          | Emmy Putzinger · Áustria                            |
| Londres 1939 (detalhes)                | Cecilia Colledge · Reino Unido                      | Megan Taylor · Reino Unido                          | Daphne Walker · Reino Unido                         |
| 1940—1946                              | Cancelada disputada devido a Segunda Guerra Mundial | Cancelada disputada devido a Segunda Guerra Mundial | Cancelada disputada devido a Segunda Guerra Mundial |
| Davos 1947 (detalhes)                  | Barbara Ann Scott · Canadá                          | Gretchen Merrill · Estados Unidos                   | Daphne Walker · Reino Unido                         |
| Praga 1948 (detalhes)                  | Barbara Ann Scott · Canadá                          | Eva Pawlik · Áustria                                | Alena Vrzáňová · Tchecoslováquia                    |
| Milão 1949 (detalhes)                  | Eva Pawlik · Áustria                                | Alena Vrzáňová · Tchecoslováquia                    | Jeannette Altwegg · Reino Unido                     |
| Oslo 1950 (detalhes)                   | Alena Vrzáňová · Tchecoslováquia                    | Jacqueline du Bief · França                         | Jeannette Altwegg · Reino Unido                     |
| Zurique 1951 (detalhes)                | Jeannette Altwegg · Reino Unido                     | Jacqueline du Bief · França                         | Barbara Wyatt · Reino Unido                         |
| Viena 1952 (detalhes)                  | Jeannette Altwegg · Reino Unido                     | Jacqueline du Bief · França                         | Barbara Wyatt · Reino Unido                         |
| Dortmund 1953 (detalhes)               | Valda Osborn · Reino Unido                          | Gundi Busch · Alemanha Ocidental                    | Erica Batchelor · Reino Unido                       |
| Bolzano 1954 (detalhes)                | Gundi Busch · Alemanha Ocidental                    | Erica Batchelor · Reino Unido                       | Yvonne Sugden · Reino Unido                         |
| Budapeste 1955 (detalhes)              | Hanna Eigel · Áustria                               | Yvonne Sugden · Reino Unido                         | Erica Batchelor · Reino Unido                       |
| Paris 1956 (detalhes)                  | Ingrid Wendl · Áustria                              | Yvonne Sugden · Reino Unido                         | Erica Batchelor · Reino Unido                       |
| Viena 1957 (detalhes)                  | Hanna Eigel · Áustria                               | Ingrid Wendl · Áustria                              | Hanna Walter · Áustria                              |
| Bratislava 1958 (detalhes)             | Ingrid Wendl · Áustria                              | Hanna Walter · Áustria                              | Joan Haanappel · Países Baixos                      |
| Davos 1959 (detalhes)                  | Hanna Walter · Áustria                              | Sjoukje Dijkstra · Países Baixos                    | Joan Haanappel · Países Baixos                      |
| Garmisch-Partenkirchen 1960 (detalhes) | Sjoukje Dijkstra · Países Baixos                    | Regine Heitzer · Áustria                            | Joan Haanappel · Países Baixos                      |
| Berlim 1961 (detalhes)                 | Sjoukje Dijkstra · Países Baixos                    | Regine Heitzer · Áustria                            | Jana Mrázková · Tchecoslováquia                     |
| Genebra 1962 (detalhes)                | Sjoukje Dijkstra · Países Baixos                    | Regine Heitzer · Áustria                            | Karin Frohner · Áustria                             |
| Budapeste 1963 (detalhes)              | Sjoukje Dijkstra · Países Baixos                    | Nicole Hassler · França                             | Regine Heitzer · Áustria                            |
| Grenoble 1964 (detalhes)               | Sjoukje Dijkstra · Países Baixos                    | Regine Heitzer · Áustria                            | Nicole Hassler · França                             |
| Moscou 1965 (detalhes)                 | Regine Heitzer · Áustria                            | Sally-Anne Stapleford · Reino Unido                 | Nicole Hassler · França                             |
| Bratislava 1966 (detalhes)             | Regine Heitzer · Áustria                            | Gabriele Seyfert · Alemanha Oriental                | Nicole Hassler · França                             |
| Liubliana 1967 (detalhes)              | Gabriele Seyfert · Alemanha Oriental                | Hana Mašková · Tchecoslováquia                      | Zsuzsa Almássy · Hungria                            |
| Västerås 1968 (detalhes)               | Hana Mašková · Tchecoslováquia                      | Gabriele Seyfert · Alemanha Oriental                | Beatrix Schuba · Áustria                            |
| Garmisch-Partenkirchen 1969 (detalhes) | Gabriele Seyfert · Alemanha Oriental                | Hana Mašková · Tchecoslováquia                      | Beatrix Schuba · Áustria                            |
| Saint Petersburg 1970 (detalhes)       | Gabriele Seyfert · Alemanha Oriental                | Beatrix Schuba · Áustria                            | Zsuzsa Almássy · Hungria                            |
| Zurique 1971 (detalhes)                | Beatrix Schuba · Áustria                            | Zsuzsa Almássy · Hungria                            | Rita Trapanese · Itália                             |
| Gotemburgo 1972 (detalhes)             | Beatrix Schuba · Áustria                            | Rita Trapanese · Itália                             | Sonja Morgenstern · Alemanha Oriental               |
| Colônia 1973 (detalhes)                | Christine Errath · Alemanha Oriental                | Jean Scott · Reino Unido                            | Karin Iten · Suíça                                  |
| Zagreb 1974 (detalhes)                 | Christine Errath · Alemanha Oriental                | Dianne de Leeuw · Países Baixos                     | Liana Drahová · Tchecoslováquia                     |
| Copenhague 1975 (detalhes)             | Christine Errath · Alemanha Oriental                | Dianne de Leeuw · Países Baixos                     | Anett Pötzsch · Alemanha Oriental                   |
| Genebra 1976 (detalhes)                | Dianne de Leeuw · Países Baixos                     | Anett Pötzsch · Alemanha Oriental                   | Christine Errath · Alemanha Oriental                |
| Helsinque 1977 (detalhes)              | Anett Pötzsch · Alemanha Oriental                   | Dagmar Lurz · Alemanha Ocidental                    | Susanna Driano · Itália                             |
| Estrasburgo 1978 (detalhes)            | Anett Pötzsch · Alemanha Oriental                   | Dagmar Lurz · Alemanha Ocidental                    | Elena Vodorezova · União Soviética                  |
| Zagreb 1979 (detalhes)                 | Anett Pötzsch · Alemanha Oriental                   | Dagmar Lurz · Alemanha Ocidental                    | Denise Biellmann · Suíça                            |
| Gotemburgo 1980 (detalhes)             | Anett Pötzsch · Alemanha Oriental                   | Dagmar Lurz · Alemanha Ocidental                    | Susanna Driano · Itália                             |
| Innsbruck 1981 (detalhes)              | Denise Biellmann · Suíça                            | Sanda Dubravčić · Iugoslávia                        | Claudia Kristofics-Binder · Áustria                 |
| Lyon 1982 (detalhes)                   | Claudia Kristofics-Binder · Áustria                 | Katarina Witt · Alemanha Oriental                   | Elena Vodorezova · União Soviética                  |
| Dortmund 1983 (detalhes)               | Katarina Witt · Alemanha Oriental                   | Elena Vodorezova · União Soviética                  | Claudia Leistner · Alemanha Ocidental               |
| Budapeste 1984 (detalhes)              | Katarina Witt · Alemanha Oriental                   | Manuela Ruben · Alemanha Ocidental                  | Anna Kondrashova · União Soviética                  |
| Gotemburgo 1985 (detalhes)             | Katarina Witt · Alemanha Oriental                   | Kira Ivanova · União Soviética                      | Claudia Leistner · Alemanha Ocidental               |
| Copenhague 1986 (detalhes)             | Katarina Witt · Alemanha Oriental                   | Kira Ivanova · União Soviética                      | Anna Kondrashova · União Soviética                  |
| Sarajevo 1987 (detalhes)               | Katarina Witt · Alemanha Oriental                   | Kira Ivanova · União Soviética                      | Anna Kondrashova · União Soviética                  |
| Praga 1988 (detalhes)                  | Katarina Witt · Alemanha Oriental                   | Kira Ivanova · União Soviética                      | Anna Kondrashova · União Soviética                  |
| Birmingham 1989 (detalhes)             | Claudia Leistner · Alemanha Ocidental               | Natalia Lebedeva · União Soviética                  | Patricia Neske · Alemanha Ocidental                 |
| Leningrado 1990 (detalhes)             | Evelyn Grossmann · Alemanha Oriental                | Natalia Lebedeva · União Soviética                  | Marina Kielmann · Alemanha Ocidental                |
| Sofia 1991 (detalhes)                  | Surya Bonaly · França                               | Evelyn Grossmann · Alemanha                         | Marina Kielmann · Alemanha                          |
| Lausana 1992 (detalhes)                | Surya Bonaly · França                               | Marina Kielmann · Alemanha                          | Patricia Neske · Alemanha                           |
| Helsinque 1993 (detalhes)              | Surya Bonaly · França                               | Oksana Baiul · Ucrânia                              | Marina Kielmann · Alemanha                          |
| Copenhague 1994 (detalhes)             | Surya Bonaly · França                               | Oksana Baiul · Ucrânia                              | Olga Markova · Rússia                               |
| Dortmund 1995 (detalhes)               | Surya Bonaly · França                               | Olga Markova · Rússia                               | Elena Liashenko · Ucrânia                           |
| Sofia 1996 (detalhes)                  | Irina Slutskaya · Rússia                            | Surya Bonaly · França                               | Maria Butyrskaya · Rússia                           |
| Paris 1997 (detalhes)                  | Irina Slutskaya · Rússia                            | Krisztina Czakó · Hungria                           | Yulia Lavrenchuk · Ucrânia                          |
| Milão 1998 (detalhes)                  | Maria Butyrskaya · Rússia                           | Irina Slutskaya · Rússia                            | Tanja Szewczenko · Alemanha                         |
| Praga 1999 (detalhes)                  | Maria Butyrskaya · Rússia                           | Julia Soldatova · Rússia                            | Viktoria Volchkova · Rússia                         |
| Viena 2000 (detalhes)                  | Irina Slutskaya · Rússia                            | Maria Butyrskaya · Rússia                           | Viktoria Volchkova · Rússia                         |
| Bratislava 2001 (detalhes)             | Irina Slutskaya · Rússia                            | Maria Butyrskaya · Rússia                           | Viktoria Volchkova · Rússia                         |
| Lausana 2002 (detalhes)                | Maria Butyrskaya · Rússia                           | Irina Slutskaya · Rússia                            | Viktoria Volchkova · Rússia                         |
| Malmö 2003 (detalhes)                  | Irina Slutskaya · Rússia                            | Elena Sokolova · Rússia                             | Júlia Sebestyén · Hungria                           |
| Budapeste 2004 (detalhes)              | Júlia Sebestyén · Hungria                           | Elena Liashenko · Ucrânia                           | Elena Sokolova · Rússia                             |
| Turim 2005 (detalhes)                  | Irina Slutskaya · Rússia                            | Susanna Pöykiö · Finlândia                          | Elena Liashenko · Ucrânia                           |
| Lyon 2006 (detalhes)                   | Irina Slutskaya · Rússia                            | Elena Sokolova · Rússia                             | Carolina Kostner · Itália                           |
| Varsóvia 2007 (detalhes)               | Carolina Kostner · Itália                           | Sarah Meier · Suíça                                 | Kiira Korpi · Finlândia                             |
| Zagreb 2008 (detalhes)                 | Carolina Kostner · Itália                           | Sarah Meier · Suíça                                 | Laura Lepistö · Finlândia                           |
| Helsinque 2009 (detalhes)              | Laura Lepistö · Finlândia                           | Carolina Kostner · Itália                           | Susanna Pöykiö · Finlândia                          |
| Tallinn 2010 (detalhes)                | Carolina Kostner · Itália                           | Laura Lepistö · Finlândia                           | Elene Gedevanishvili · Geórgia                      |
| Berna 2011 (detalhes)                  | Sarah Meier · Suíça                                 | Carolina Kostner · Itália                           | Kiira Korpi · Finlândia                             |
| Sheffield 2012 (detalhes)              | Carolina Kostner · Itália                           | Kiira Korpi · Finlândia                             | Elene Gedevanishvili · Geórgia                      |
| Zagreb 2013 (detalhes)                 | Carolina Kostner · Itália                           | Adelina Sotnikova · Rússia                          | Elizaveta Tuktamysheva · Rússia                     |
| Budapeste 2014 (detalhes)              | Julia Lipnitskaia · Rússia                          | Adelina Sotnikova · Rússia                          | Carolina Kostner · Itália                           |
| Estocolmo 2015 (detalhes)              | Elizaveta Tuktamysheva · Rússia                     | Elena Radionova · Rússia                            | Anna Pogorilaya · Rússia                            |
| Bratislava 2016 (detalhes)             | Evgenia Medvedeva · Rússia                          | Elena Radionova · Rússia                            | Anna Pogorilaya · Rússia                            |
| Ostrava 2017 (detalhes)                | Evgenia Medvedeva · Rússia                          | Anna Pogorilaya · Rússia                            | Carolina Kostner · Itália                           |
| Moscou 2018 (detalhes)                 | Alina Zagitova · Rússia                             | Evgenia Medvedeva · Rússia                          | Carolina Kostner · Itália                           |
| Minsk 2019 (detalhes)                  | Sofia Samodurova · Rússia                           | Alina Zagitova · Rússia                             | Viveca Lindfors · Finlândia                         |
| Referências:                           |                                                     |                                                     |                                                     |

### Duplas
| Evento                                 | Ouro                                                     | Prata                                                     | Bronze                                                        |
| Viena 1930 (detalhes)                  | Olga Orgonista · Sándor Szalay · Hungria                 | Emilia Rotter · László Szollás · Hungria                  | Gisela Hochaltinger · Otto Preissecker · Áustria              |
| St. Moritz 1931 (detalhes)             | Olga Orgonista · Sándor Szalay · Hungria                 | Emilia Rotter · László Szollás · Hungria                  | Lilly Gaillard · Willy Petter · Áustria                       |
| Paris 1932 (detalhes)                  | Andrée Brunet · Pierre Brunet · França                   | Lilly Gaillard · Willy Petter · Áustria                   | Idi Papez · Karl Zwack · Áustria                              |
| Londres 1933 (detalhes)                | Idi Papez · Karl Zwack · Áustria                         | Lilly Gaillard · Willy Petter · Áustria                   | Mollie Philips · Rodney Murdoch · Reino Unido                 |
| Praga 1934 (detalhes)                  | Emilia Rotter · László Szollás · Hungria                 | Idi Papez · Karl Zwack · Áustria                          | Zofia Bilorówna · Tadeusz Kowalski · Polónia                  |
| St. Moritz 1935 (detalhes)             | Maxi Herber · Ernst Baier · Alemanha                     | Idi Papez · Karl Zwack · Áustria                          | Lucy Gallo · Rezső Dillinger · Hungria                        |
| Berlim 1936 (detalhes)                 | Maxi Herber · Ernst Baier · Alemanha                     | Violet Cliff · Leslie Cliff · Reino Unido                 | Piroska Szekrenyessy · Attila Szekrenyessy · Hungria          |
| Praga 1937 (detalhes)                  | Maxi Herber · Ernst Baier · Alemanha                     | Ilse Pausin · Erich Pausin · Áustria                      | Piroska Szekrenyessy · Attila Szekrenyessy · Hungria          |
| St. Moritz 1938 (detalhes)             | Maxi Herber · Ernst Baier · Alemanha                     | Ilse Pausin · Erich Pausin · Áustria                      | Inge Koch · Gunther Noack · Alemanha                          |
| Londres 1939 (detalhes)                | Maxi Herber · Ernst Baier · Alemanha                     | Ilse Pausin · Erich Pausin · Áustria                      | Inge Koch · Gunther Noack · Alemanha                          |
| 1940—1946                              | Cancelada disputada devido a Segunda Guerra Mundial      | Cancelada disputada devido a Segunda Guerra Mundial       | Cancelada disputada devido a Segunda Guerra Mundial           |
| Davos 1947 (detalhes)                  | Micheline Lannoy · Pierre Baugniet · Bélgica             | Winifred Silverthorne · Dennis Silverthorne · Reino Unido | Suzanne Diskeuve · Edmond Verbustel · Bélgica                 |
| Praga 1948 (detalhes)                  | Andrea Kékesy · Ede Király · Hungria                     | Blažena Knittlová · Karel Vosátka · Tchecoslováquia       | Herta Ratzenhofer · Emil Ratzenhofer · Áustria                |
| Milão 1949 (detalhes)                  | Andrea Kékesy · Ede Király · Hungria                     | Marianne Nagy · László Nagy · Hungria                     | Herta Ratzenhofer · Emil Ratzenhofer · Áustria                |
| Oslo 1950 (detalhes)                   | Marianne Nagy · László Nagy · Hungria                    | Eliane Steinemann · André Calame · Suíça                  | Jennifer Nicks · John Nicks · Reino Unido                     |
| Zurique 1951 (detalhes)                | Ria Baran · Paul Falk · Alemanha Ocidental               | Eliane Steinemann · André Calame · Suíça                  | Jennifer Nicks · John Nicks · Reino Unido                     |
| Viena 1952 (detalhes)                  | Ria Baran · Paul Falk · Alemanha Ocidental               | Jennifer Nicks · John Nicks · Reino Unido                 | Marianne Nagy · László Nagy · Hungria                         |
| Dortmund 1953 (detalhes)               | Jennifer Nicks · John Nicks · Reino Unido                | Marianne Nagy · László Nagy · Hungria                     | Elisabeth Schwartz · Kurt Oppelt · Áustria                    |
| Bolzano 1954 (detalhes)                | Silvia Grandjean · Michel Grandjean · Suíça              | Elisabeth Schwartz · Kurt Oppelt · Áustria                | Soňa Balůnova · Miroslav Balůn · Tchecoslováquia              |
| Budapeste 1955 (detalhes)              | Marianne Nagy · László Nagy · Hungria                    | Vera Suchánková · Zdeněk Doležal · Tchecoslováquia        | Marika Kilius · Franz Ningel · Alemanha Ocidental             |
| Paris 1956 (detalhes)                  | Elisabeth Schwartz · Kurt Oppelt · Áustria               | Marianne Nagy · László Nagy · Hungria                     | Marika Kilius · Franz Ningel · Alemanha Ocidental             |
| Viena 1957 (detalhes)                  | Věra Suchánková · Zdeněk Doležal · Tchecoslováquia       | Marianne Nagy · László Nagy · Hungria                     | Marika Kilius · Franz Ningel · Alemanha Ocidental             |
| Bratislava 1958 (detalhes)             | Věra Suchánková · Zdeněk Doležal · Tchecoslováquia       | Nina Zhuk · Stanislav Zhuk · União Soviética              | Joyce Coates · Anthony Holles · Reino Unido                   |
| Davos 1959 (detalhes)                  | Marika Kilius · Hans-Jürgen Bäumler · Alemanha Ocidental | Nina Zhuk · Stanislav Zhuk · União Soviética              | Joyce Coates · Anthony Holles · Reino Unido                   |
| Garmisch-Partenkirchen 1960 (detalhes) | Marika Kilius · Hans-Jürgen Bäumler · Alemanha Ocidental | Nina Zhuk · Stanislav Zhuk · União Soviética              | Margret Gobl · Franz Ningel · Alemanha Ocidental              |
| Berlim 1961 (detalhes)                 | Marika Kilius · Hans-Jürgen Bäumler · Alemanha Ocidental | Margret Gobl · Franz Ningel · Alemanha Ocidental          | Margrit Senf · Peter Gobel · Alemanha Oriental                |
| Genebra 1962 (detalhes)                | Marika Kilius · Hans-Jürgen Bäumler · Alemanha Ocidental | Ludmila Belousova · Oleg Protopopov · União Soviética     | Margret Gobl · Franz Ningel · Alemanha Ocidental              |
| Budapeste 1963 (detalhes)              | Marika Kilius · Hans-Jürgen Bäumler · Alemanha Ocidental | Ludmila Belousova · Oleg Protopopov · União Soviética     | Tatjana Zhuk · Alexander Gavrilov · União Soviética           |
| Grenoble 1964 (detalhes)               | Marika Kilius · Hans-Jürgen Bäumler · Alemanha Ocidental | Ludmila Belousova · Oleg Protopopov · União Soviética     | Tatiana Zhuk · Aleksandr Gavrilov · União Soviética           |
| Moscou 1965 (detalhes)                 | Ludmila Belousova · Oleg Protopopov · União Soviética    | Gerda Johner · Ruedi Johner · Suíça                       | Tatjana Zhuk · Aleksandr Gorelik · União Soviética            |
| Bratislava 1966 (detalhes)             | Ludmila Belousova · Oleg Protopopov · União Soviética    | Tatiana Zhuk · Aleksandr Gorelik · União Soviética        | Margo Glockschuber · Wolfgang Danne · Alemanha Ocidental      |
| Liubliana 1967 (detalhes)              | Ludmila Belousova · Oleg Protopopov · União Soviética    | Margot Glockshuber · Wolfgang Danne · Alemanha Ocidental  | Heidemarie Steiner · Heinz-Ulrich Walther · Alemanha Oriental |
| Västerås 1968 (detalhes)               | Ludmila Belousova · Oleg Protopopov · União Soviética    | Tamara Moskvina · Alexei Mishin · União Soviética         | Heidemarie Steiner · Heinz-Ulrich Walther · Alemanha Oriental |
| Garmisch-Partenkirchen 1969 (detalhes) | Irina Rodnina · Alexei Ulanov · União Soviética          | Ludmila Belousova · Oleg Protopopov · União Soviética     | Tamara Moskvina · Alexei Mishin · União Soviética             |
| Saint Petersburg 1970 (detalhes)       | Irina Rodnina · Alexei Ulanov · União Soviética          | Ludmila Smirnova · Andrei Suraikin · União Soviética      | Heidemarie Steiner · Heinz-Ulrich Walther · Alemanha Oriental |
| Zurique 1971 (detalhes)                | Irina Rodnina · Alexei Ulanov · União Soviética          | Ludmila Smirnova · Andrei Suraikin · União Soviética      | Galina Karelina · Georgi Proskurin · União Soviética          |
| Gotemburgo 1972 (detalhes)             | Irina Rodnina · Alexei Ulanov · União Soviética          | Ludmila Smirnova · Andrei Suraikin · União Soviética      | Manuela Groß · Uwe Kagelmann · Alemanha Oriental              |
| Colônia 1973 (detalhes)                | Irina Rodnina · Alexander Zaitsev · União Soviética      | Ludmila Smirnova · Alexei Ulanov · União Soviética        | Almut Lehmann · Herbert Wiesinger · Alemanha Ocidental        |
| Zagreb 1974 (detalhes)                 | Irina Rodnina · Alexander Zaitsev · União Soviética      | Romy Kermer · Rolf Österreich · Alemanha Oriental         | Ludmila Smirnova · Alexei Ulanov · União Soviética            |
| Copenhague 1975 (detalhes)             | Irina Rodnina · Alexander Zaitsev · União Soviética      | Romy Kermer · Rolf Österreich · Alemanha Oriental         | Manuela Groß · Uwe Kagelmann · Alemanha Oriental              |
| Genebra 1976 (detalhes)                | Irina Rodnina · Alexander Zaitsev · União Soviética      | Romy Kermer · Rolf Österreich · Alemanha Oriental         | Irina Vorobieva · Alexandr Vlasov · União Soviética           |
| Helsinque 1977 (detalhes)              | Irina Rodnina · Alexander Zaitsev · União Soviética      | Irina Vorobieva · Alexandr Vlasov · União Soviética       | Marina Cherkasova · Sergei Shakhrai · União Soviética         |
| Estrasburgo 1978 (detalhes)            | Irina Rodnina · Alexander Zaitsev · União Soviética      | Marina Cherkasova · Sergei Shakhrai · União Soviética     | Manuela Mager · Uwe Bewersdorff · Alemanha Oriental           |
| Zagreb 1979 (detalhes)                 | Marina Cherkasova · Sergei Shakhrai · União Soviética    | Irina Vorobieva · Igor Lisovski · União Soviética         | Sabine Baeß · Tassilo Thierbach · Alemanha Oriental           |
| Gotemburgo 1980 (detalhes)             | Irina Rodnina · Alexander Zaitsev · União Soviética      | Marina Cherkasova · Sergei Shakhrai · União Soviética     | Marina Pestova · Stanislav Leonovich · União Soviética        |
| Innsbruck 1981 (detalhes)              | Irina Vorobieva · Igor Lisovski · União Soviética        | Christina Riegel · Andreas Nischwitz · Alemanha Ocidental | Marina Cherkasova · Sergei Shakhrai · União Soviética         |
| Lyon 1982 (detalhes)                   | Sabine Baeß · Tassilo Thierbach · Alemanha Oriental      | Marina Pestova · Stanislav Leonovich · União Soviética    | Irina Vorobieva · Igor Lisovski · União Soviética             |
| Dortmund 1983 (detalhes)               | Sabine Baeß · Tassilo Thierbach · Alemanha Oriental      | Elena Valova · Oleg Vasiliev · União Soviética            | Birgit Lorenz · Knut Schubert · Alemanha Oriental             |
| Budapeste 1984 (detalhes)              | Elena Valova · Oleg Vasiliev · União Soviética           | Sabine Baeß · Tassilo Thierbach · Alemanha Oriental       | Birgit Lorenz · Knut Schubert · Alemanha Oriental             |
| Gotemburgo 1985 (detalhes)             | Elena Valova · Oleg Vasiliev · União Soviética           | Larisa Selezneva · Oleg Makarov · União Soviética         | Veronika Pershina · Marat Akbarov · União Soviética           |
| Copenhague 1986 (detalhes)             | Elena Valova · Oleg Vasiliev · União Soviética           | Ekaterina Gordeeva · Sergei Grinkov · União Soviética     | Elena Bechke · Valeri Kornienko · União Soviética             |
| Sarajevo 1987 (detalhes)               | Larisa Selezneva · Oleg Makarov · União Soviética        | Elena Valova · Oleg Vasiliev · União Soviética            | Katrin Kanitz · Tobias Schröter · Alemanha Oriental           |
| Praga 1988 (detalhes)                  | Ekaterina Gordeeva · Sergei Grinkov · União Soviética    | Larisa Selezneva · Oleg Makarov · União Soviética         | Peggy Schwarz · Alexander König · Alemanha Oriental           |
| Birmingham 1989 (detalhes)             | Larisa Selezneva · Oleg Makarov · União Soviética        | Mandy Wötzel · Axel Rauschenbach · Alemanha Oriental      | Natalia Mishkutenok · Artur Dmitriev · União Soviética        |
| Leningrado 1990 (detalhes)             | Ekaterina Gordeeva · Sergei Grinkov · União Soviética    | Larisa Selezneva · Oleg Makarov · União Soviética         | Natalia Mishkutenok · Artur Dmitriev · União Soviética        |
| Sofia 1991 (detalhes)                  | Natalia Mishkutenok · Artur Dmitriev · União Soviética   | Elena Bechke · Denis Petrov · União Soviética             | Evgenia Shishkova · Vadim Naumov · União Soviética            |
| Lausana 1992 (detalhes)                | Natalia Mishkutenok · Artur Dmitriev · Rússia            | Elena Bechke · Denis Petrov · Rússia                      | Evgenia Shishkova · Vadim Naumov · Rússia                     |
| Helsinque 1993 (detalhes)              | Marina Eltsova · Andrei Bushkov · Rússia                 | Mandy Wötzel · Ingo Steuer · Alemanha                     | Evgenia Shishkova · Vadim Naumov · Rússia                     |
| Copenhague 1994 (detalhes)             | Ekaterina Gordeeva · Sergei Grinkov · Rússia             | Evgenia Shishkova · Vadim Naumov · Rússia                 | Natalia Mishkutenok · Artur Dmitriev · Rússia                 |
| Dortmund 1995 (detalhes)               | Mandy Wötzel · Ingo Steuer · Alemanha                    | Radka Kovaříková · René Novotný · República Tcheca        | Evgenia Shishkova · Vadim Naumov · Rússia                     |
| Sofia 1996 (detalhes)                  | Oksana Kazakova · Artur Dmitriev · Rússia                | Mandy Wötzel · Ingo Steuer · Alemanha                     | Sarah Abitbol · Stephane Bernadis · França                    |
| Paris 1997 (detalhes)                  | Marina Eltsova · Andrei Bushkov · Rússia                 | Mandy Wötzel · Ingo Steuer · Alemanha                     | Yelena Berezhnaya · Anton Sikharulidze · Rússia               |
| Milão 1998 (detalhes)                  | Yelena Berezhnaya · Anton Sikharulidze · Rússia          | Oksana Kazakova · Artur Dmitriev · Rússia                 | Sarah Abitbol · Stephane Bernadis · França                    |
| Praga 1999 (detalhes)                  | Maria Petrova · Alexei Tikhonov · Rússia                 | Dorota Zagórska · Mariusz Siudek · Polónia                | Sarah Abitbol · Stephane Bernadis · França                    |
| Viena 2000 (detalhes)                  | Maria Petrova · Alexei Tikhonov · Rússia                 | Dorota Zagórska · Mariusz Siudek · Polónia                | Sarah Abitbol · Stephane Bernadis · França                    |
| Bratislava 2001 (detalhes)             | Yelena Berezhnaya · Anton Sikharulidze · Rússia          | Tatiana Totmianina · Maxim Marinin · Rússia               | Sarah Abitbol · Stephane Bernadis · França                    |
| Lausana 2002 (detalhes)                | Tatiana Totmianina · Maxim Marinin · Rússia              | Sarah Abitbol · Stephane Bernadis · França                | Maria Petrova · Alexei Tikhonov · Rússia                      |
| Malmö 2003 (detalhes)                  | Tatiana Totmianina · Maxim Marinin · Rússia              | Sarah Abitbol · Stephane Bernadis · França                | Maria Petrova · Alexei Tikhonov · Rússia                      |
| Budapeste 2004 (detalhes)              | Tatiana Totmianina · Maxim Marinin · Rússia              | Maria Petrova · Alexei Tikhonov · Rússia                  | Dorota Zagórska · Mariusz Siudek · Polónia                    |
| Turim 2005 (detalhes)                  | Tatiana Totmianina · Maxim Marinin · Rússia              | Julia Obertas · Sergei Slavnov · Rússia                   | Maria Petrova · Alexei Tikhonov · Rússia                      |
| Lyon 2006 (detalhes)                   | Tatiana Totmianina · Maxim Marinin · Rússia              | Aliona Savchenko · Robin Szolkowy · Alemanha              | Maria Petrova · Alexei Tikhonov · Rússia                      |
| Varsóvia 2007 (detalhes)               | Aliona Savchenko · Robin Szolkowy · Alemanha             | Maria Petrova · Alexei Tikhonov · Rússia                  | Dorota Siudek · Mariusz Siudek · Polónia                      |
| Zagreb 2008 (detalhes)                 | Aliona Savchenko · Robin Szolkowy · Alemanha             | Maria Mukhortova · Maxim Trankov · Rússia                 | Yuko Kawaguchi · Alexander Smirnov · Rússia                   |
| Helsinque 2009 (detalhes)              | Aliona Savchenko · Robin Szolkowy · Alemanha             | Yuko Kawaguchi · Alexander Smirnov · Rússia               | Maria Mukhortova · Maxim Trankov · Rússia                     |
| Tallinn 2010 (detalhes)                | Yuko Kawaguchi · Alexander Smirnov · Rússia              | Aliona Savchenko · Robin Szolkowy · Alemanha              | Maria Mukhortova · Maxim Trankov · Rússia                     |
| Berna 2011 (detalhes)                  | Aliona Savchenko · Robin Szolkowy · Alemanha             | Yuko Kawaguchi · Alexander Smirnov · Rússia               | Vera Bazarova · Yuri Larionov · Rússia                        |
| Sheffield 2012 (detalhes)              | Tatiana Volosozhar · Maxim Trankov · Rússia              | Vera Bazarova · Yuri Larionov · Rússia                    | Ksenia Stolbova · Fedor Klimov · Rússia                       |
| Zagreb 2013 (detalhes)                 | Tatiana Volosozhar · Maxim Trankov · Rússia              | Aliona Savchenko · Robin Szolkowy · Alemanha              | Stefania Berton · Ondřej Hotárek · Itália                     |
| Budapeste 2014 (detalhes)              | Tatiana Volosozhar · Maxim Trankov · Rússia              | Ksenia Stolbova · Fedor Klimov · Rússia                   | Vera Bazarova · Yuri Larionov · Rússia                        |
| Estocolmo 2015 (detalhes)              | Yuko Kavaguti · Alexander Smirnov · Rússia               | Ksenia Stolbova · Fedor Klimov · Rússia                   | Evgenia Tarasova · Vladimir Morozov · Rússia                  |
| Bratislava 2016 (detalhes)             | Tatiana Volosozhar · Maxim Trankov · Rússia              | Aliona Savchenko · Bruno Massot · Alemanha                | Evgenia Tarasova · Vladimir Morozov · Rússia                  |
| Ostrava 2017 (detalhes)                | Evgenia Tarasova · Vladimir Morozov · Rússia             | Aliona Savchenko · Bruno Massot · Alemanha                | Vanessa James · Morgan Ciprès · França                        |
| Moscou 2018 (detalhes)                 | Evgenia Tarasova · Vladimir Morozov · Rússia             | Ksenia Stolbova · Fedor Klimov · Rússia                   | Natalia Zabiiako · Alexander Enbert · Rússia                  |
| Minsk 2019 (detalhes)                  | Vanessa James · Morgan Ciprès · França                   | Evgenia Tarasova · Vladimir Morozov · Rússia              | Aleksandra Boikova · Dmitrii Kozlovskii · Rússia              |
| Referências:                           |                                                          |                                                           |                                                               |

### Dança no gelo
| Evento                                 | Ouro                                                     | Prata                                                    | Bronze                                                   |
| Bolzano 1954 (detalhes)                | Jean Westwood · Lawrence Demmy · Reino Unido             | Nesta Davies · Paul Thomas · Reino Unido                 | Barbara Radford · Raymond Lockwood · Reino Unido         |
| Budapeste 1955 (detalhes)              | Jean Westwood · Lawrence Demmy · Reino Unido             | Pamela Weight · Paul Thomas · Reino Unido                | Barbara Radford · Raymond Lockwood · Reino Unido         |
| Paris 1956 (detalhes)                  | Pamela Weight · Paul Thomas · Reino Unido                | June Markham · Courtney Jones · Reino Unido              | Barbara Thompson · Gerard Rigby · Reino Unido            |
| Viena 1957 (detalhes)                  | June Markham · Courtney Jones · Reino Unido              | Barbara Thompson · Gerard Rigby · Reino Unido            | Catherine Morris · Michael Robinson · Reino Unido        |
| Bratislava 1958 (detalhes)             | June Markham · Courtney Jones · Reino Unido              | Catherine Morris · Michael Robinson · Reino Unido        | Barbara Thompson · Gerard Rigby · Reino Unido            |
| Davos 1959 (detalhes)                  | Doreen Denny · Courtney Jones · Reino Unido              | Catherine Morris · Michael Robinson · Reino Unido        | Christiane Guhel · Jean Paul Guhel · França              |
| Garmisch-Partenkirchen 1960 (detalhes) | Doreen Denny · Courtney Jones · Reino Unido              | Christiane Guhel · Jean Paul Guhel · França              | Mary Parry · Roy Mason · Reino Unido                     |
| Berlim 1961 (detalhes)                 | Doreen Denny · Courtney Jones · Reino Unido              | Christiane Guhel · Jean Paul Guhel · França              | Linda Shearman · Michael Phillips · Reino Unido          |
| Genebra 1962 (detalhes)                | Christiane Guhel · Jean Paul Guhel · França              | Linda Shearman · Michael Phillips · Reino Unido          | Eva Romanová · Pavel Roman · Tchecoslováquia             |
| Budapeste 1963 (detalhes)              | Linda Shearman · Michael Phillips · Reino Unido          | Eva Romanová · Pavel Roman · Tchecoslováquia             | Janet Sawbridge · David Hickinbottom · Reino Unido       |
| Grenoble 1964 (detalhes)               | Eva Romanová · Pavel Roman · Tchecoslováquia             | Janet Sawbridge · David Hickinbottom · Reino Unido       | Yvonne Suddick · Roger Kennerson · Reino Unido           |
| Moscou 1965 (detalhes)                 | Eva Romanová · Pavel Roman · Tchecoslováquia             | Janet Sawbridge · David Hickinbottom · Reino Unido       | Yvonne Suddick · Roger Kennerson · Reino Unido           |
| Bratislava 1966 (detalhes)             | Diane Towler · Bernard Ford · Reino Unido                | Yvonne Suddick · Roger Kennerson · Reino Unido           | Jitka Babická · Jaromír Holan · Tchecoslováquia          |
| Liubliana 1967 (detalhes)              | Diane Towler · Bernard Ford · Reino Unido                | Yvonne Suddick · Malcolm Cannon · Reino Unido            | Brigitte Martin · Francis Gamichon · França              |
| Västerås 1968 (detalhes)               | Diane Towler · Bernard Ford · Reino Unido                | Yvonne Suddick · Malcolm Cannon · Reino Unido            | Janet Sawbridge · Jon Lane · Reino Unido                 |
| Garmisch-Partenkirchen 1969 (detalhes) | Diane Towler · Bernard Ford · Reino Unido                | Janet Sawbridge · Jon Lane · Reino Unido                 | Lyudmila Pakhomova · Alexandr Gorshkov · União Soviética |
| Saint Petersburg 1970 (detalhes)       | Lyudmila Pakhomova · Alexandr Gorshkov · União Soviética | Angelika Buck · Erich Buck · Alemanha Oriental           | Tatjana Voitiuk · Viacheslav Zhigalin · União Soviética  |
| Zurique 1971 (detalhes)                | Lyudmila Pakhomova · Alexandr Gorshkov · União Soviética | Angelika Buck · Erich Buck · Alemanha Oriental           | Susan Getty · Roy Bradshaw · Reino Unido                 |
| Gotemburgo 1972 (detalhes)             | Angelika Buck · Erich Buck · Alemanha Oriental           | Lyudmila Pakhomova · Alexandr Gorshkov · União Soviética | Janet Sawbridge · Peter Dalby · Reino Unido              |
| Colônia 1973 (detalhes)                | Lyudmila Pakhomova · Alexandr Gorshkov · União Soviética | Angelika Buck · Erich Buck · Alemanha Oriental           | Hilary Green · Glyn Watts · Reino Unido                  |
| Zagreb 1974 (detalhes)                 | Lyudmila Pakhomova · Alexandr Gorshkov · União Soviética | Hilary Green · Glyn Watts · Reino Unido                  | Natalia Linichuk · Gennadi Karponossov · União Soviética |
| Copenhague 1975 (detalhes)             | Lyudmila Pakhomova · Alexandr Gorshkov · União Soviética | Hilary Green · Glyn Watts · Reino Unido                  | Natalia Linichuk · Gennadi Karponossov · União Soviética |
| Genebra 1976 (detalhes)                | Lyudmila Pakhomova · Alexandr Gorshkov · União Soviética | Irina Moiseeva · Andrei Minenkov · União Soviética       | Natalia Linichuk · Gennadi Karponossov · União Soviética |
| Helsinque 1977 (detalhes)              | Irina Moiseeva · Andrei Minenkov · União Soviética       | Krisztina Regöczy · András Sallay · Hungria              | Natalia Linichuk · Gennadi Karponossov · União Soviética |
| Estrasburgo 1978 (detalhes)            | Irina Moiseeva · Andrei Minenkov · União Soviética       | Natalia Linichuk · Gennadi Karponossov · União Soviética | Krisztina Regöczy · András Sallay · Hungria              |
| Zagreb 1979 (detalhes)                 | Natalia Linichuk · Gennadi Karponossov · União Soviética | Irina Moiseeva · Andrei Minenkov · União Soviética       | Krisztina Regöczy · András Sallay · Hungria              |
| Gotemburgo 1980 (detalhes)             | Natalia Linichuk · Gennadi Karponossov · União Soviética | Krisztina Regöczy · András Sallay · Hungria              | Irina Moiseeva · Andrei Minenkov · União Soviética       |
| Innsbruck 1981 (detalhes)              | Jayne Torvill · Christopher Dean · Reino Unido           | Irina Moiseeva · Andrei Minenkov · União Soviética       | Natalia Linichuk · Gennadi Karponosov · União Soviética  |
| Lyon 1982 (detalhes)                   | Jayne Torvill · Christopher Dean · Reino Unido           | Natalia Bestemianova · Andrei Bukin · União Soviética    | Irina Moiseeva · Andrei Minenkov · União Soviética       |
| Dortmund 1983 (detalhes)               | Natalia Bestemianova · Andrei Bukin · União Soviética    | Olga Volozhinskaia · Alexandr Svinin · União Soviética   | Karen Barber · Nicholas Slater · Reino Unido             |
| Budapeste 1984 (detalhes)              | Jayne Torvill · Christopher Dean · Reino Unido           | Natalia Bestemianova · Andrei Bukin · União Soviética    | Marina Klimova · Sergei Ponomarenko · União Soviética    |
| Gotemburgo 1985 (detalhes)             | Natalia Bestemianova · Andrei Bukin · União Soviética    | Marina Klimova · Sergei Ponomarenko · União Soviética    | Petra Born · Rainer Schönborn · Alemanha Oriental        |
| Copenhague 1986 (detalhes)             | Natalia Bestemianova · Andrei Bukin · União Soviética    | Marina Klimova · Sergei Ponomarenko · União Soviética    | Natalia Annenko · Genrikh Sretenski · União Soviética    |
| Sarajevo 1987 (detalhes)               | Natalia Bestemianova · Andrei Bukin · União Soviética    | Marina Klimova · Sergei Ponomarenko · União Soviética    | Natalia Annenko · Genrikh Sretenski · União Soviética    |
| Praga 1988 (detalhes)                  | Natalia Bestemianova · Andrei Bukin · União Soviética    | Natalia Annenko · Genrich Sretenski · União Soviética    | Isabelle Duchesnay · Paul Duchesnay · França             |
| Birmingham 1989 (detalhes)             | Marina Klimova · Sergei Ponomarenko · União Soviética    | Maya Usova · Alexander Zhulin · União Soviética          | Natalia Annenko · Genrikh Sretenski · União Soviética    |
| Leningrado 1990 (detalhes)             | Marina Klimova · Sergei Ponomarenko · União Soviética    | Maya Usova · Alexander Zhulin · União Soviética          | Isabelle Duchesnay · Paul Duchesnay · França             |
| Sofia 1991 (detalhes)                  | Marina Klimova · Sergei Ponomarenko · União Soviética    | Isabelle Duchesnay · Paul Duchesnay · França             | Maya Usova · Alexander Zhulin · União Soviética          |
| Lausana 1992 (detalhes)                | Marina Klimova · Sergei Ponomarenko · Rússia             | Maya Usova · Alexander Zhulin · Rússia                   | Oksana Grishuk · Evgeny Platov · Rússia                  |
| Helsinque 1993 (detalhes)              | Maya Usova · Alexander Zhulin · Rússia                   | Oksana Grishuk · Evgeny Platov · Rússia                  | Susanna Rahkamo · Petri Kokko · Finlândia                |
| Copenhague 1994 (detalhes)             | Jayne Torvill · Christopher Dean · Reino Unido           | Oksana Grishuk · Evgeny Platov · Rússia                  | Maya Usova · Alexander Zhulin · Rússia                   |
| Dortmund 1995 (detalhes)               | Susanna Rahkamo · Petri Kokko · Finlândia                | Sophie Moniotte · Pascal Lavanchy · França               | Anjelika Krylova · Oleg Ovsyannikov · Rússia             |
| Sofia 1996 (detalhes)                  | Oksana Grishuk · Evgeny Platov · Rússia                  | Anjelika Krylova · Oleg Ovsyannikov · Rússia             | Irina Romanova · Igor Yaroshenko · Ucrânia               |
| Paris 1997 (detalhes)                  | Oksana Grishuk · Evgeny Platov · Rússia                  | Anjelika Krylova · Oleg Ovsyannikov · Rússia             | Sophie Moniotte · Pascal Lavanchy · França               |
| Milão 1998 (detalhes)                  | Oksana Grishuk · Evgeny Platov · Rússia                  | Anjelika Krylova · Oleg Ovsyannikov · Rússia             | Marina Anissina · Gwendal Peizerat · França              |
| Praga 1999 (detalhes)                  | Anjelika Krylova · Oleg Ovsyannikov · Rússia             | Marina Anissina · Gwendal Peizerat · França              | Irina Lobacheva · Ilia Averbukh · Rússia                 |
| Viena 2000 (detalhes)                  | Marina Anissina · Gwendal Peizerat · França              | Barbara Fusar-Poli · Maurizio Margaglio · Itália         | Margarita Drobiazko · Povilas Vanagas · Lituânia         |
| Bratislava 2001 (detalhes)             | Barbara Fusar-Poli · Maurizio Margaglio · Itália         | Marina Anissina · Gwendal Peizerat · França              | Irina Lobacheva · Ilia Averbukh · Rússia                 |
| Lausana 2002 (detalhes)                | Marina Anissina · Gwendal Peizerat · França              | Barbara Fusar-Poli · Maurizio Margaglio · Itália         | Irina Lobacheva · Ilia Averbukh · Rússia                 |
| Malmö 2003 (detalhes)                  | Irina Lobacheva · Ilia Averbukh · Rússia                 | Albena Denkova · Maxim Staviski · Bulgária               | Tatiana Navka · Roman Kostomarov · Rússia                |
| Budapeste 2004 (detalhes)              | Tatiana Navka · Roman Kostomarov · Rússia                | Albena Denkova · Maxim Staviski · Bulgária               | Elena Grushina · Ruslan Goncharov · Ucrânia              |
| Turim 2005 (detalhes)                  | Tatiana Navka · Roman Kostomarov · Rússia                | Elena Grushina · Ruslan Goncharov · Ucrânia              | Isabelle Delobel · Olivier Schoenfelder · França         |
| Lyon 2006 (detalhes)                   | Tatiana Navka · Roman Kostomarov · Rússia                | Elena Grushina · Ruslan Goncharov · Ucrânia              | Margarita Drobiazko · Povilas Vanagas · Lituânia         |
| Varsóvia 2007 (detalhes)               | Isabelle Delobel · Olivier Schoenfelder · França         | Oksana Domnina · Maxim Shabalin · Rússia                 | Albena Denkova · Maxim Staviski · Bulgária               |
| Zagreb 2008 (detalhes)                 | Oksana Domnina · Maxim Shabalin · Rússia                 | Isabelle Delobel · Olivier Schoenfelder · França         | Jana Khokhlova · Sergei Novitski · Rússia                |
| Helsinque 2009 (detalhes)              | Jana Khokhlova · Sergei Novitski · Rússia                | Federica Faiella · Massimo Scali · Itália                | Sinead Kerr · John Kerr · Reino Unido                    |
| Tallinn 2010 (detalhes)                | Oksana Domnina · Maxim Shabalin · Rússia                 | Federica Faiella · Massimo Scali · Itália                | Jana Khokhlova · Sergei Novitski · Rússia                |
| Berna 2011 (detalhes)                  | Nathalie Péchalat · Fabian Bourzat · França              | Ekaterina Bobrova · Dmitri Soloviev · Rússia             | Sinead Kerr · John Kerr · Reino Unido                    |
| Sheffield 2012 (detalhes)              | Nathalie Péchalat · Fabian Bourzat · França              | Ekaterina Bobrova · Dmitri Soloviev · Rússia             | Elena Ilinykh · Nikita Katsalapov · Rússia               |
| Zagreb 2013 (detalhes)                 | Ekaterina Bobrova · Dmitri Soloviev · Rússia             | Elena Ilinykh · Nikita Katsalapov · Rússia               | Anna Cappellini · Luca Lanotte · Itália                  |
| Budapeste 2014 (detalhes)              | Anna Cappellini · Luca Lanotte · Itália                  | Elena Ilinykh · Nikita Katsalapov · Rússia               | Penny Coomes · Nicholas Buckland · Reino Unido           |
| Estocolmo 2015 (detalhes)              | Gabriella Papadakis · Guillaume Cizeron · França         | Anna Cappellini · Luca Lanotte · Itália                  | Alexandra Stepanova · Ivan Bukin · Rússia                |
| Bratislava 2016 (detalhes)             | Gabriella Papadakis · Guillaume Cizeron · França         | Anna Cappellini · Luca Lanotte · Itália                  | Ekaterina Bobrova · Dmitri Soloviev · Rússia             |
| Ostrava 2017 (detalhes)                | Gabriella Papadakis · Guillaume Cizeron · França         | Anna Cappellini · Luca Lanotte · Itália                  | Ekaterina Bobrova · Dmitri Soloviev · Rússia             |
| Moscou 2018 (detalhes)                 | Gabriella Papadakis · Guillaume Cizeron · França         | Ekaterina Bobrova · Dmitri Soloviev · Rússia             | Alexandra Stepanova · Ivan Bukin · Rússia                |
| Minsk 2019 (detalhes)                  | Gabriella Papadakis · Guillaume Cizeron · França         | Alexandra Stepanova · Ivan Bukin · Rússia                | Charlène Guignard · Marco Fabbri · Itália                |
| Referências:                           |                                                          |                                                          |                                                          |